# کارل هایوش
کارل هایوش (مجاری: Karl Hajos؛ ۲۸ ژانویه ۱۸۸۹ – ۱ فوریه ۱۹۵۰) آهنگساز و موسیقی‌دان اهل مجارستان بود.
از فیلم‌هایی که وی در آن‌ها نقش داشته است، می‌توان به توفان تابستانی، ارابه‌های جنگی و گرگ وال استریت اشاره نمود.